# Mystrium camillae
Mystrium camillae é uma espécie de formiga do gênero Mystrium.